# Zuverlässigkeit (Recht)
Zuverlässigkeit ist ein unbestimmter Rechtsbegriff, der häufig im Verwaltungsrecht vorkommt und ein rechtserhebliches Kriterium der bei einer natürlichen Person in bestimmten Rechtssituationen erforderlichen charakterlichen Eignung darstellt.

## Allgemeines
Zuverlässigkeit wird insbesondere von Personen erwartet, die eine Gewerbeerlaubnis beantragen, Fahrgäste befördern, in sicherheitsrelevanten Bereichen arbeiten oder mit Waffen zu tun haben. In diesen und ähnlichen Situationen erwartet der Gesetzgeber, dass die Charaktereigenschaft der Zuverlässigkeit von Amts wegen zu prüfen ist. Die betreffenden Gesetze verwenden in diesen Fällen den Begriff der Zuverlässigkeit, ohne die ihm zuzuordnenden positiven Merkmale aufzuzählen. Mangels Legaldefinition bleibt es der Rechtsprechung und Literatur überlassen, diese Begriffsmerkmale herauszuarbeiten. Häufig ist der Begriff anstatt dessen in Gesetzen negativ definiert (Waffen- und Bundesjagdgesetz), so dass deutlich wird, wann im Umkehrschluss Zuverlässigkeit jedenfalls nicht vorliegt. Der Begriff der Unzuverlässigkeit hat im Gewerbe- und Berufsrecht seit langem einen bestimmten Bedeutungsgehalt (§ 35 Abs. 1 GewO). Unzuverlässig ist, wer nach dem Gesamteindruck seines Verhaltens nicht die Gewähr dafür bietet, dass er sein Gewerbe künftig ordnungsgemäß betreibt. Die gewerberechtliche Unzuverlässigkeit erfordert kein Verschulden des Gewerbetreibenden.

### Geldwäsche und Luftverkehr
Nach dem Geldwäschegesetz ist zuverlässig, wer die Gewähr dafür bietet, dass er die ihm obliegenden gesetzlichen und vertraglichen Pflichten jederzeit sorgfältig beachtet und in vollem Umfang erfüllt (vgl. § 1 Abs. 20 GwG). Nach § 7 Luftsicherheitsgesetz hat eine Zuverlässigkeitsüberprüfung für bestimmte Personenkreise stattzufinden. Zuverlässig im Sinne des § 29d LuftVG ist nur, wer die Gewähr dafür bietet, die ihm obliegenden Pflichten zum Schutz vor Angriffen auf die Sicherheit des Luftverkehrs, insbesondere vor Flugzeugentführungen und Sabotageakten (§ 29c Abs. 1 Satz 1 LuftVG), jederzeit in vollem Umfang zu erfüllen. Positiv ausgedrückt, gehört zur Zuverlässigkeit die absolute Straffreiheit und wenn ansonsten ein vorwerfbares Verhalten einer Person nicht vorliegt.

### Waffen- und Jagdrecht
Im Waffen- und im Jagdrecht ist die so genannte „absolute Unzuverlässigkeit“ und die so genannte „Regel-Unzuverlässigkeit“ zu unterscheiden. Liegen die Tatbestandsmerkmale der Regel-Unzuverlässigkeit vor, ist im Regelfall davon auszugehen, dass die betroffene Person unzuverlässig ist; diese Regelvermutung kann jedoch in Einzelfällen widerlegt werden. Bei Vorliegen der absoluten Unzuverlässigkeit besteht keine Widerlegungsmöglichkeit; die Unzuverlässigkeit wird gesetzlich unterstellt. Nach § 5 Abs. 1 Waffengesetz besitzen die erforderliche Zuverlässigkeit Personen unwiderlegbar nicht,
- die rechtskräftig verurteilt worden sind

a) wegen eines Verbrechens oder
b) wegen sonstiger vorsätzlicher Straftat zu einer Freiheitsstrafe von mindestens einem Jahr,
wenn seit dem Eintritt der Rechtskraft der letzten Verurteilung zehn Jahre noch nicht verstrichen sind; oder
- bei denen Tatsachen die Annahme rechtfertigen, dass sie

a) Waffen oder Munition missbräuchlich oder leichtfertig verwenden werden,
b) mit Waffen oder Munition nicht vorsichtig oder sachgemäß umgehen oder diese Gegenstände nicht sorgfältig verwahren werden,
c) Waffen oder Munition Personen überlassen werden, die zur Ausübung der tatsächlichen Gewalt über diese Gegenstände nicht berechtigt sind.
Hier geht die Zuverlässigkeitsprüfung der Ausstellung eines Waffen- oder Jagdscheins bzw. einer Waffenbesitzkarte voraus.

### Sprengstoffrecht
Im Sprengstoffrecht ist die Zuverlässigkeit in § 8a des Gesetzes über explosionsgefährliche Stoffe (Sprengstoffgesetz) geregelt.

### Fahrgastbeförderung
Auch die Fahrerlaubnis zur Fahrgastbeförderung (Taxi, Mietwagen, Krankenwagen oder Bus) setzt „persönliche Zuverlässigkeit“ voraus. Die Vorschrift des § 48 Abs. 5 Satz 2 3 FeV regelt eine speziell für die Fahrgastbeförderung erforderliche persönliche Zuverlässigkeit, welche neben der fahrerischen Eignung gegeben sein muss. Diese „persönliche Zuverlässigkeit“ bezeichnet eine persönliche Charaktereigenschaft, die die Vertrauenswürdigkeit des Betroffenen kennzeichnet und für deren Prüfung wesentlich darauf abzustellen ist, ob der Betroffene sich des Vertrauens, er werde die Beförderung von Fahrgästen ordentlich (insbesondere unter Beachtung der für alle geltenden Verkehrsvorschriften) ausführen, würdig erweist oder nicht. Die zu befördernden Personen vertrauen sich dem Fahrer an, weshalb ein hohes öffentliches Interesse daran besteht, sicherzustellen, dass der Fahrer dieses Vertrauen rechtfertigt. Die insoweit erforderliche persönliche Zuverlässigkeit ist als Aspekt der Persönlichkeit anhand aller im Einzelfall bekannten, insoweit aussagekräftigen Erkenntnisse zu beurteilen. Eine Fahrerlaubnis zur Fahrgastbeförderung darf deshalb bereits dann nicht verlängert werden, wenn Tatsachen die Prognose rechtfertigen, dass vom Fahrer im Vergleich zu einem sich normgerecht verhaltenden Menschen gesteigerte Gefahren für schützenswerte Rechtsgüter der Fahrgäste ausgehen.

## Zuverlässigkeit im Kreditwesen
Die Zuverlässigkeit von Geschäftsleitern oder Inhabern von Kreditinstituten ist nach § 33 KWG Voraussetzung für die Erteilung und Aufrechterhaltung einer Banklizenz. Die Zuverlässigkeit der Geschäftsleiter oder Inhaber prüft die Bankenaufsicht BaFin über das Bundeszentral- und das Gewerbezentralregister nach. Die Unzuverlässigkeit muss beweiserheblich sein, also Tatsachen vorliegen, aus denen sich eine persönliche Unzuverlässigkeit ergibt. Für die persönliche Zuverlässigkeit gibt es keine positiven Bewertungsmaßstäbe. Vielmehr wird Zuverlässigkeit angenommen, sofern negative Tatsachen über die Person nicht bekannt sind. Bei der Prüfung der Zuverlässigkeit sind die Besonderheiten der geschäftlichen Aktivitäten des Instituts und die Schutzzwecke des KWG zu berücksichtigen. Ferner spielen bei dieser Beurteilung die Grundsätze der Sachgerechtigkeit und Verhältnismäßigkeit eine besondere Rolle. Nach der Begründung zum Regierungsentwurf zu § 32 KWG ist die persönliche Zuverlässigkeit in der Regel zu verneinen, wenn der Inhaber oder Geschäftsleiter Vermögensdelikte begangen, gegen gesetzliche Ordnungsvorschriften für den Betrieb eines Unternehmens nachhaltig verstoßen oder in seinem privaten oder geschäftlichen Verhalten gezeigt hat, dass von ihm eine solide Geschäftsführung nicht erwartet werden kann. In der Kommentierung zu § 33 KWG finden sich beispielhaft Kataloge, wann eine Unzuverlässigkeit gegeben sein soll. Dazu gehören:
- Schwerwiegende, wiederholte Verstöße gegen gewerberechtliche Ordnungsvorschriften oder solche im Zusammenhang mit dem KWG;
- Nichtbeseitigung schwerwiegender Mängel in der Buchführung und im Rechnungswesen trotz mehrfacher Beanstandungen in vorausgegangenen Prüfungsberichten, ferner Buchungsmanipulationen usw.;
- mangelnde Absicherung von Krediten;
- Neigung zu spekulativen Geschäften;
- krankhafte Störungen wie etwa Alkoholismus, sofern es sich um schwerwiegende Beeinträchtigungen mit ernsthaften funktionellen Störungen handelt;
- Vermögensdelikte (Betrug, Untreue, Unterschlagung etc.), Fälle sonstiger schwerer Kriminalität, Geldwäschedelikte usw.

Dass in die letztgenannte Kategorie auch persönliche Steuerverfehlungen gehören, erst recht auch Steuerstraftaten, die im Zusammenhang mit der geschäftlichen Tätigkeit für die Bank begangen wurden, liegt auf der Hand.

## Unzuverlässigkeit
Bis auf das Waffenrecht ist der Begriff der Unzuverlässigkeit gesetzlich nicht definiert. Eine Orientierung ergibt sich aus der Vorgabe für die Versagung eines erlaubnispflichtigen Gewerbes wegen Unzuverlässigkeit (z. B. § 34d Abs. 2 Nr. 1 GewO für Versicherungsvermittler). Unzuverlässig ist danach, wer wegen
- eines Verbrechens rechtskräftig verurteilt worden ist oder
- Diebstahls, Unterschlagung, Erpressung, Betrugs, Untreue, Urkundenfälschung, Hehlerei, Wucher oder einer Insolvenzstraftat (betrügerischer Bankrott, Verletzung der Buchführungspflicht, Gläubigerbegünstigung, Schuldnerbegünstigung) rechtskräftig verurteilt worden ist.

Weitere spezifische Merkmale ergeben sich aus der Gaststättenerlaubnis nach § 4 Abs. 1 GaststättenG. Hierin sind Gründe, die eine Unzuverlässigkeit indizieren, teilweise angeführt. Unzuverlässig ist zum Beispiel, wer „dem Trunke ergeben ist“ oder befürchten lässt, dem Alkoholmissbrauch, der Hehlerei oder dem verbotenen Glücksspiel Vorschub zu leisten.

## Rechtsfolgen der Prüfung
Die für die Prüfung der Zuverlässigkeit zuständige Behörde wird Registerauszüge (Bundeszentral- und Gewerbezentralregister) anfordern. Ergeben sich aus diesen beweiserheblichen Quellen Tatsachen, aus denen auf eine persönliche Unzuverlässigkeit auch künftig geschlossen werden kann, ist der vom Gesetzgeber geforderte Nachweis der Zuverlässigkeit nicht erbracht. Die Behörde entwickelt auf der Basis der ihr bekannten Tatsachen eine Prognose, ob der Erlaubnisinhaber in Zukunft durch Ausübung der Erlaubnis eine Gefahr für die Öffentlichkeit darstellt. Im Einzelfall problematisch und streitig wird diese Prognose meist dann, wenn die Prognose der Unzuverlässigkeit an fachfremde Verhaltensfehler geknüpft wird; so lässt sich von rüdem Fahrverhalten im Straßenverkehr nicht ohne weiteres auf eine mögliche Unzuverlässigkeit als Sprengberechtigter schließen. Unzuverlässigkeit wird man aber mindestens dort bejahen können, wo die typischen Risiken der Erlaubnisausübung mehrfach aufgetreten sind. Je schwerer der Eingriff durch den Fortfall der Erlaubnis für den Inhaber ist, desto exakter und begründeter muss die Prognose der Behörde sein.
Die auf Tatsachen gestützte Prognose hat zur Folge, dass die Erlaubnis für ein erlaubnispflichtiges Gewerbe versagt oder widerrufen wird, die Beschäftigung in sicherheitsrelevanten Bereichen nicht gestattet oder beendet werden kann, sprengstoffrechtliche Erlaubnisscheine nach § 7 SprengG, Befähigungs- oder Waffenscheine nicht ausgestellt oder eingezogen werden können. Die Verwaltung hat keinen Beurteilungs- und Entscheidungsspielraum bei der Anwendung (Auslegung und Subsumtion) dieses Begriffes auf Lebenssachverhalte. Im Wege der Anfechtungsklage kann gegen einen Untersagungsbescheid vor dem Verwaltungsgericht vorgegangen werden. Die Gerichte können somit die Entscheidung der Behörde, ob (Un-)Zuverlässigkeit im maßgeblichen Zeitpunkt beim Betroffenen vorliegt, voll überprüfen und ggf. den die (Un-)Zuverlässigkeit voraussetzenden Verwaltungsakt aufheben.
Die persönliche Eignung ist hiervon strikt abzugrenzen, weil mit ihr körperliche oder geistige Eigenschaften verbunden sind.